# Tsjegem
Tsjegem (russisk: Чеге́м) er en by i Republikken Kabardino-Balkaria i Rusland. Den ligger omkring 10 km nord for republikkens hovedstad Naltsjik. Den har et areal på 16 km² og en befolkning på 20.955 (2024) mennesker, og ligger i en højde af 470 moh. i den nordlige del af Kaukasus.
Bosættelsen fik status som bymæssig bosætning i 1972, og bystatus blev bevilget i 2000.